# Cawendia
Cawendia is een geslacht van rechtvleugeligen uit de familie Pyrgomorphidae. De wetenschappelijke naam van dit geslacht is voor het eerst geldig gepubliceerd in 1888 door Karsch.

## Soorten
Het geslacht Cawendia  is monotypisch en omvat slechts de volgende soort:
- Cawendia glabrata (Karsch, 1888)